# A Christmas Gift for You
Az 1963-as A Christmas Gift for You from Philles Records (későbbi kiadás neve A Christmas Gift for You from Phil Spector) egy karácsonyi dalokból álló válogatáslemez. Az album producere Phil Spector. A dalokat azok az előadók énekelték fel, akikkel Spector abban az időben együtt dolgozott.
Az albumot 1972-ben újból kiadta az Apple Records Phil Spector's Christmas Album néven. Az album ezek után is rengeteg kiadást élt meg: 1974-ben a Warner-Spector (sztereó hangzás), 1981-ben a Pavilion, 1983-ban az Impression (kazetta formájában), 1984-ben a Passport, 1987-ben a Rhino adta ki. Még ugyanebben az évben, ugyancsak a Rhino gondozásában (a Phil Spector International-lel együttműködve) jelent meg az első CD kiadás is. Ez már az eredeti mono felvételeket tartalmazta, akárcsak a Chrysalis Egyesült Királyság területén kiadott CD-változata. 1989-ben jelent meg a felújított változat az ABKCO gondozásában (ez a kiadás elterjedtebb). Az album több box set-ben feltűnt: az 1991-es Back to Mono (ABKCO), 2006-os The Phil Spector Collection (ABKCO). Miután 2009-ben a Sony Music vette meg a Philles Records jogait, október 27-én kiadta az album felújított verzióját.
Szerepel az 1001 lemez, amit hallanod kell, mielőtt meghalsz című könyvben.

## Az album dalai
|     | Cím                               | Szerző(k)                                 | Előadó                       | Hossz |
| --- | --------------------------------- | ----------------------------------------- | ---------------------------- | ----- |
| 1.  | White Christmas                   | Irving Berlin                             | Darlene Love                 | 2:52  |
| 2.  | Frosty the Snowman                | Steve Nelson, Walter Rollins              | The Ronettes                 | 2:16  |
| 3.  | The Bells of St. Mary's           | A. Emmett Adams, Douglas Furber           | Bob B. Soxx & the Blue Jeans | 2:54  |
| 4.  | Santa Claus Is Coming to Town     | J. Fred Coots, Haven Gillespie            | The Crystals                 | 3:24  |
| 5.  | Sleigh Ride                       | Leroy Anderson, Mitchell Parish           | The Ronettes                 | 3:00  |
| 6.  | Marshmallow World                 | Carl Sigman, Peter DeRose                 | Darlene Love                 | 2:23  |
| 7.  | I Saw Mommy Kissing Santa Claus   | Tommie Connor                             | The Ronettes                 | 2:37  |
| 8.  | Rudolph the Red-Nosed Reindeer    | Johnny Marks                              | The Crystals                 | 2:30  |
| 9.  | Winter Wonderland                 | Felix Bernard, Dick Smith                 | Darlene Love                 | 2:25  |
| 10. | Parade of the Wooden Soldiers     | Leon Jessel                               | The Crystals                 | 2:55  |
| 11. | Christmas (Baby Please Come Home) | Ellie Greenwich, Jeff Barry, Phil Spector | Darlene Love                 | 2:45  |
| 12. | Here Comes Santa Claus            | Gene Autry, Oakley Haldeman               | Bob B. Soxx & the Blue Jeans | 2:03  |
| 13. | Silent Night                      | Josef Mohr, Franz X. Gruber               | Phil Spector and Artists     | 2:08  |

## Közreműködtek
- Jack Nitzsche – hangszerelés, ütőshangszerek
- Louis Blackburn – kürt
- Hal Blaine – dobok
- Sonny Bono – ütőshangszerek
- Leon Russell – zongora
- Roy Caton – trombita
- Steve Douglas – szaxofon
- Frank Capp – ütőshangszerek
- Barney Kessel – gitár
- Jay Migliori – szaxofon
- Bill Pitman – gitár
- Ray Pohlman – nagybőgő
- Irv Rubins – gitár
- Tommy Tedesco – gitár
- Nino Tempo – gitár
- Johnny Vidor – vonós hangszerek
- Larry Levine – hangmérnök